# بوانلو
بوانلو(به کردی: بوان) نام روستایی در استان خراسان شمالی است. این روستا از توابع شهرستان شیروان است.

## موقعیت
این روستا در فاصله ۴۱ کیلومتری شمال شرقی شیروان قرار دارد که از شمال به بیچرانلو و از جنوب به روستای الاشلو و از شرق به کوه بروژ و از غرب به روستای حمزه کانلو محدود می‌گردد. بوانلو طبق آخرین سرشماری دارای ۲۰۳ خانوار و ۹۳۸ نفر جمعیت است  ولی بر اساس اطلاعت یک فرد اهل بوانلویی به طور  تقریبی 1500 نفر جمعیت تا اواخر 1397 بوده است همه به زبان کردی کرمانجی صحبت می‌کنند و روستا جزء دهستان سیوکانلو می‌باشد.

## خاستگاه نامگذاری
در باره ریشه نام این روستا آن آگاهان بر این باورند که چون این طایفه از مردان و زنان قوی‌هیکل و قد بلند و زورمند ایل سیفکانلو بودند به «بوت» شهرت داشتند که به مرور زمان به بوتانلو و سپس بوانلو تغییر یافته‌است و عده‌ای را عقیده بر این است که احتمالاً بوان تعریف شده باوان یکی از عشایر سلماس به این آذربایجان باشد که پسوند «لو» به آن اضافه شده‌است و به بوانلو تبدیل گردیده و در معنا بوانلو به چادرنشین نیز معنی شده‌است.

## پیشینه تاریخی
بوانلویی‌ها در زمان صفویه از سلماس به این منطقه کوچانیده شده‌اند. این روستا از نظر طبیعی در موقعیت بسیار مناسبی قرار دارد و بسیار سرسبز و پردرخت است.

## شغل اهالی
مشاغل عمده مردم دامداری، کشاورزی و باغداری می‌باشد. محصولات آن شامل: فراورده‌های دامی، سیب درختی و زمینی، گردو و گندم و جو است. بوانلوها دارای ۱۲ گله گوسفندند که ییلاقشان کوهها و مزرعه گلول و زکریا و دره بردر و اطراف بوانلوست و معمولاً در مراوه تپه ترکمن صحرا و در قره قواخ، نارلی و ابوساری قشلاق می‌کنند.

## امام زاده
بر بالای کوه بروژ مقبره معصوم زاده‌ای به نام زید الله قرار دارد که مورد احترام و اعتقاد مردم است.

## کوه‌ها
از کوههای سرسبز محلی علاوه بر «بروژ» کوه کولک و دره چاویه نیز درحوزه این روستا قرار دارد.

## سنت‌های محلی
یکی از سنت‌های قدیمی در این روستا که هنوز هم گهگاه انجام می‌گیرد عبور دختران دم بخت و زنان نازا از محلی دالان مانند در کوه بروژ است که با خلوص نیت و سلام و صلوات و نذر و نیاز همراه است که عده‌ای معتقدند پس از برگزاری مراسم دختران بزودی به خانه بخت می‌روند و زنان متاهل نیز باردار خواهند شد.

## پوشش محلی
لباس کُردی زنان بوانلو که اصالت آن به خوبی حفظ شده‌است از پیراهنی بلند وحاشیه دار که قسمتی از شلیته را می‌پوشاند و شیلوار پر چین و تاب بلند و جلیقه‌ای که روی پیراهن می‌پوشند و شال (که وان) بزرگ سفید یا گلدار که به سر کرده و جلو دهان را می‌گیرند، همراه با زیور آلات سنتی که برحاشیه لباس‌ها و عرقچین به طرز بسیار زیبایی می‌آویزند تشکیل می‌شود.

## امکانات
راه شوسه، سرویس ایاب و ذهاب، دبستان، لوله کشی آب، مسجد، آسیاب، خانه بهداشت و شورای ده است.